# وتلند (ویرجینیای غربی)
وتلند (به انگلیسی: Wheatland) یک منطقهٔ مسکونی در ایالات متحده آمریکا است که در شهرستان جفرسون، ویرجینیای غربی واقع شده‌است.